# Mosta
Mosta Málta második legnépesebb helyi tanácsa. Az északkeleti parttól 5 kilométerre fekszik Malta központjában a Victoria Lines dombsorának a lábánál, és 9 kilométerre Vallettától. Lakossága 18 676 fő (2005). Neve feltehetően az arab musta (közép) szóból ered. A városon kívül a tanácshoz tartozik Bidnija falu is.

## Története
Már a kőkortól kezdve ismertek leletek a területről, a Szent András-kápolna környékén található néhány monolit, illetve Misraħ Għonoqnál, a Fort Mosta oldalában állt egy ma már nem létező megalitikus falszakasz. A bronzkorra néhány keréknyom és állókövek emlékeztetnek. A föníciaiak által használt barlangok egy részét a Santa Margharita lakónegyed építésekor elpusztították. Bidnija környékén egy római villa maradványai vannak visszatemetve a föld alá. A bizánci időszakból számos föld alatti sír maradt fenn, főként a Fort Mosta szikláiban.
A középkor közepéig apró falvak álltak a környéken, mint Raħal Calleja, Raħal Sir, Raħal Ħobla, Bise (vagy Pessa), és Dimag (Dimekk), ám ezek az 1419-es összeírás idejére elnéptelenedtek, vagy beleolvadtak Calleja/Mosta növekvő központjába. 1419-ben a falunak 310 lakosát írták össze, Pessa/Dimekk 165 lakossal szerepel. 1526-ban egy muszlim támadás során Mosta lakosságának nagy részét rabszolgasorba hurcolták.
A kora újkortól kedvező adottságai a máltai mezőgazdaság egyik központjává tették. 1565-ben az 590 fős naxxari regiment tagjai között mostaiak is részt vettek a Nagy ostromban, lakói Notabile falai közé menekültek. A Jeruzsálemi Szent János Ispotályos Lovagrend történetírója, Bosio május 30-án egy csatát is említ Mosta területén. 1575-ben Pietro Dusina pápai követ 580 lakost említ. 1610-ben önálló egyházközségként elszakadt Naxxartól, templomát Tumas Dingli tervei alapján 1619-ben sikerült befejezni. Lakói ekkor gyapottermesztésből éltek, és öt szélmalma is működött.
Az 1830-as években felmerült az igény egy nagyobb templomra. 1833 és 1860 között építették, akkoriban elképzelhetetlen összegért. A lakosságot is elszegényítette a templom építése, és a gazdasági visszaesés. Az iskolák megnyitása ellenére csak kevesen – főleg lányok – tanultak. Az infrastrukturális fejlesztések kivétel nélkül a stratégiai beruházásokhoz – a Victoria Lines és erődítései – kapcsolódtak. 1893-ban Mġarr egyházközsége függetlenné vált tőle.
A 20. század elejétől a munkanélküli földművesek emigrálni kezdtek. 1913-ban a Rotundában nyitották meg a XXIV. Eucharisztikus Kongresszust. Az újabb fejlesztések már a két háború közti időszakra estek: 1925-ben bevezették a villanyvilágítást, a következő évtizedben pedig folytatták a templom díszítését. A második világháború idején a község a kikötők környékén lakók egyik menedékhelye volt. 1942 márciusában egy német bombázás beomlasztotta egy óvóhely mindkét bejáratát, 38-an vesztették életüket, ez volt Mosta legnagyobb vesztesége a háborúban. Április 9-én egy bomba felrobbanás nélkül zuhant a Rotundába, ahol több százan tartózkodtak.
A háború után Mosta növekedésnek indult, és városias arculatot öltött. A kivándorlás ellenére a lakosság növekedni kezdett. A turizmus beindulása bevételeket, és a kereskedelem felvirágzását hozta magával. 1994 óta Málta 68 helyi tanácsának egyike. Az utóbbi évtizedekben az ország egyik legnépesebb részévé vált. 2004 októberében az International Convention of Priests (Nemzetközi Papi Gyűlés) egyik helyszíne volt.

## Önkormányzata
Mostát tizenegy tagú helyi tanács irányítja. A jelenlegi, hatodik tanács 2012 óta van hivatalban.
Polgármesterei:
- Nazzareno Vassallo (1994–1998)
- Joseph De Martino (1998–2007)
- Paul Chetcuti Caruana (Munkáspárt, 2007–2012)
- Shirley Farrugia (Nemzeti Párt, 2012–)

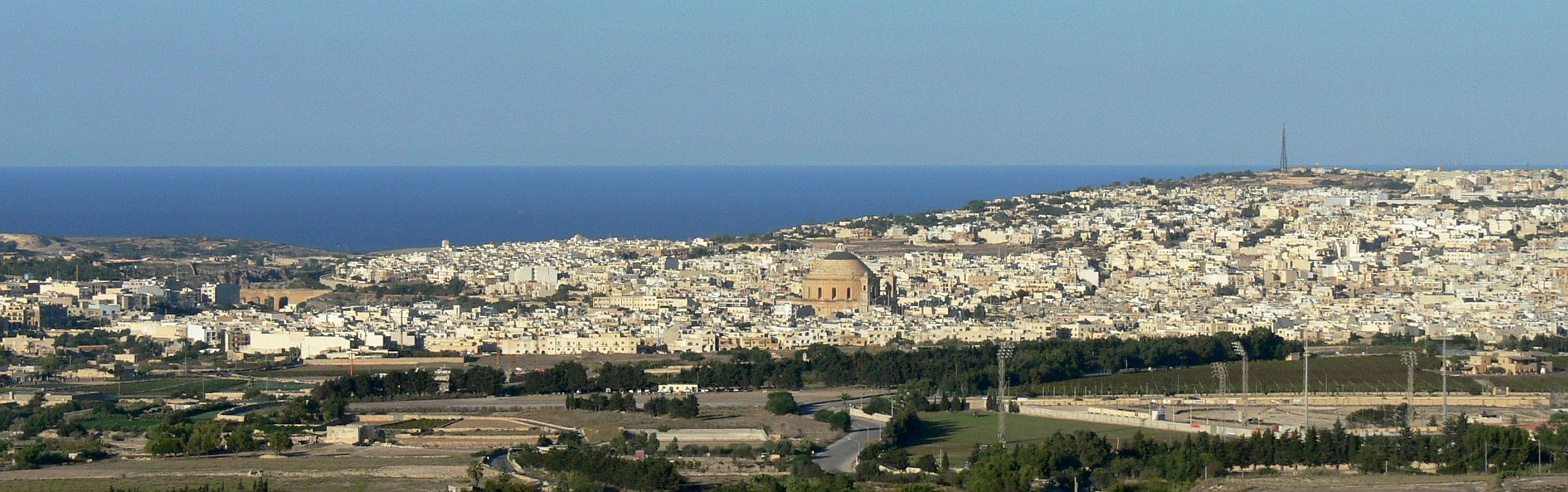
Mosta panorámája Mdina falairól

## Nevezetességei

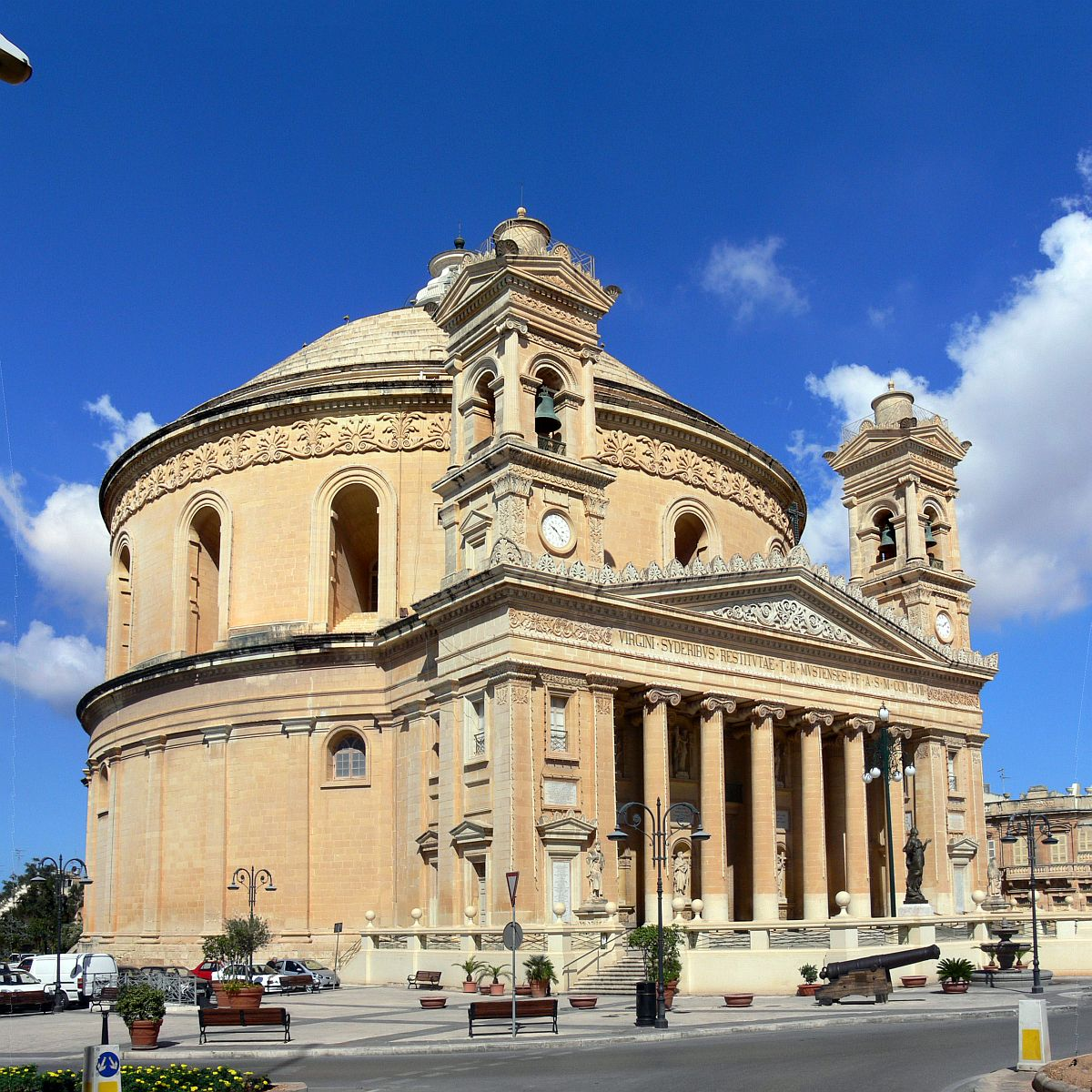
A Rotunda

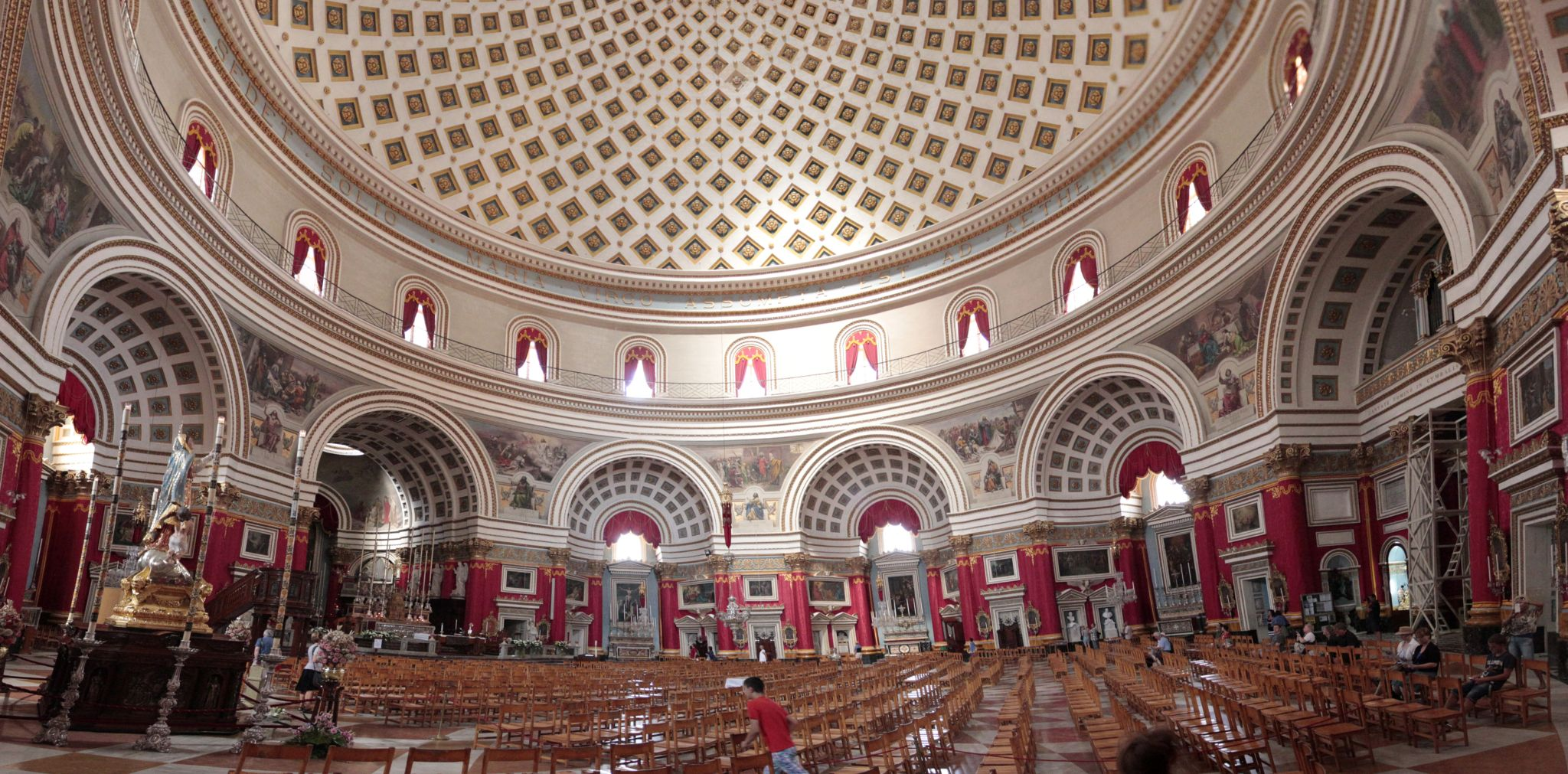
A Rotunda belülről

### La Rotunda
A templomot a község lakói építették az eredeti Tumas Dingli-féle templom köré. 1833 és 1871 között épült George Grognet de Vassé (1774–1862) francia származású helybéli építész tervei alapján, aki a római Pantheont vette alapul. A helyiek körében nagy felháborodást váltott ki úgy az építő személye – aki hírhedt volt elméletéről, miszerint Málta Atlantisz északi sarka, és ezt Mdinából lopott kövekkel próbálta igazolni -, a püspök és sok máltai szemében pedig a templom alaprajza, mivel a kereszt-alaprajztól való eltérést pogány viselkedésnek tartották.
Az építkezés befejezését csak a helyiek évtizedeken át folytatott önkéntes munkája tette lehetővé, a templom így is csillagászati összegnek számító 21 000 fontba került. Az óriási, alátámasztatlan, 39 méter átmérőjű kupola a negyedik legnagyobb a világon. Állványzat nélkül épült, a régi templom köré, és részben azzal alátámasztva. A korábbi templomot a kupola elkészülte után mindössze egy hét alatt lebontották.
1942. április 9-én egy 50 kg-os bomba felrobbanás nélkül lepattant a Rotunda egyik tornyáról, majd néhány perccel később egy másik átlyukasztotta a kupolát, és végiggurult a templomban tartózkodó 300 ember között szintén anélkül, hogy felrobbant volna. A vallásos helyiek ezt csodaként élték át. A bomba ma a vallettai Hadtörténeti Múzeumban látható, másolata pedig a templomban van kiállítva.
1983. május 2-án egy fiatalember taxival rontott be a bezárt templomba. 1992 és 2000 között megtörtént a Rotunda külső felújítása, mert a kő pusztulása miatt a homlokzatok veszélyessé váltak. A felújítási munkákat 1998-ban Europa Nostra-díjjal tüntették ki.

### Cumbo Tower
A torony volt Mosta középkori erődje. Ma magántulajdonban van.

### Speranza (Remény)-kápolna
Az 1760 körül épült kápolna a legenda szerint annak köszönheti nevét, hogy egy gyermek a fosztogató törökök elől menekülve a kápolna alatti kis barlangba rejtőzött, és Szűz Máriához imádkozott, hogy mentse meg őt. Erre egy pók sűrű hálót szőtt a bejárat elé, ezt meglátva a törökök továbbmentek.

### Fort Mosta
A britek által létrehozott Victoria Lines védelmi vonal négy erődjének egyike. Az erőd alatt föniciai sírok is rejtőznek.

## Kultúra

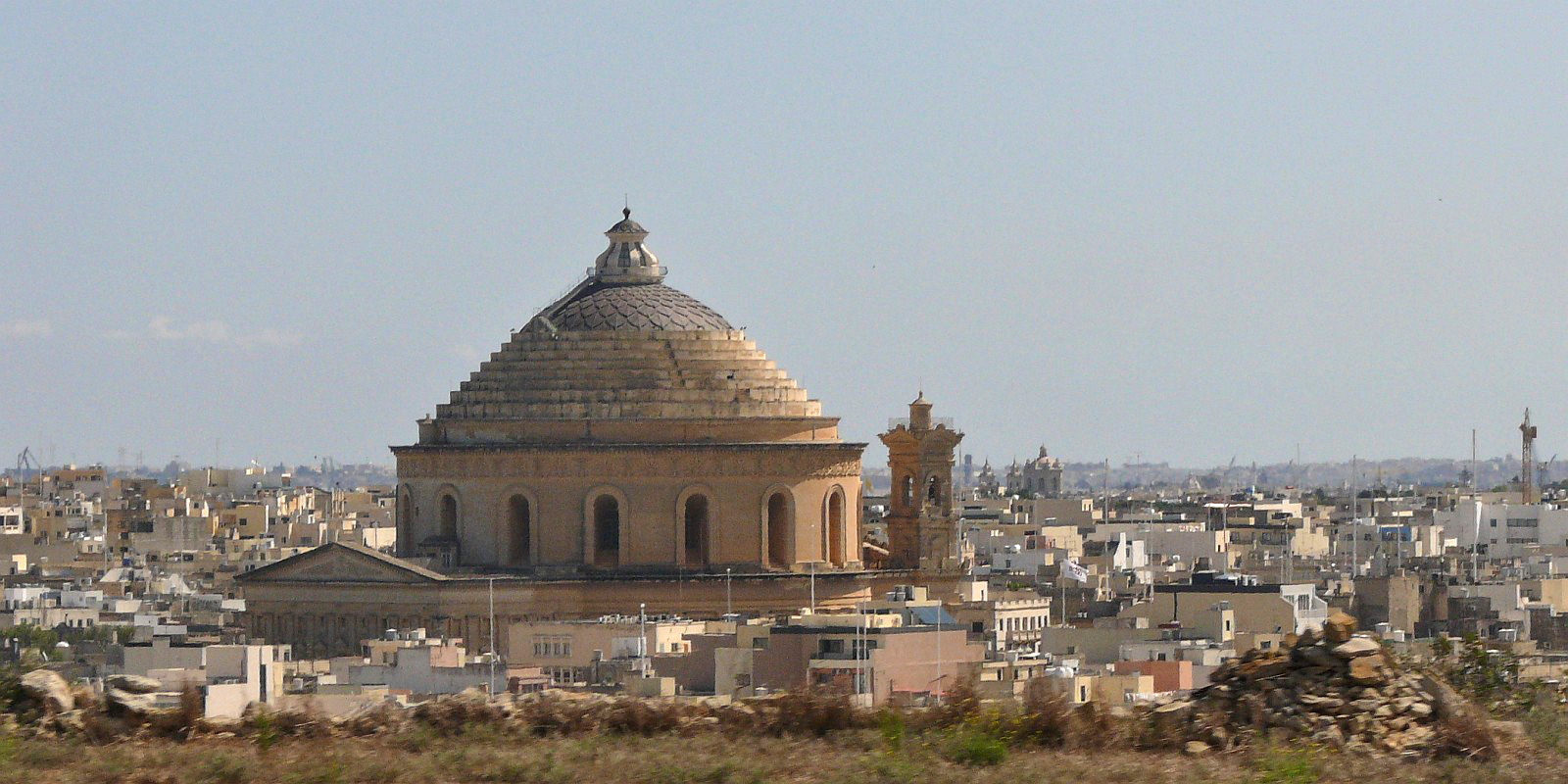
Mosta a Rotundával

A város számos kiállításnak, koncerteknek, irodalmi esteknek ad otthont.

### Műalkotásokban
- Mosta viharos történelmének emlékét őrzi az 1526-os támadás idején játszódó "Mostai menyasszony" (L-Għarusa tal-Mosta) című monda.
- A város határában húzódó völgy ihlette a New Cuorey együttes L-aħħar bidwi f'Wied il-Għasel (Az utolsó földműves a Méz Völgyében) c. dalát

## Sport
Labdarúgó-csapata, a Mosta Football Club a máltai First Division tagja.

## Közlekedés
Autóval bármerről jól megközelíthető. Autóbuszjáratai (2011. július 3 után):
- 21 (Valletta-Mosta)
- 23 (Valletta-Għajn Tuffieħa)
- 31 (Valletta-Buġibba)
- 41 (Valletta-Ċirkewwa)
- 42 (Valletta-Mosta)
- 103 (Mosta-Santa Margarita)
- 105 (Mosta Technopark-Baħar iċ-Ċagħaq)
- 107 (Mosta-Dingli)
- 128 (Mosta-Naxxar)
- X3 (expressz, Repülőtér-Buġibba)
- N21 (éjszakai, San Ġiljan, körjárat)
- N31 (éjszakai, San Ġiljan-Naxxar)
- N32 (éjszakai, San Ġiljan-Għargħur)